# 蒙越戰爭
蒙越戰爭（越南语：／?），或元越戰爭、蒙古越南戰爭、蒙古侵越戰爭、越南抗蒙戰爭，是指歷史上蒙古帝國（及之后的元朝）對越南陳朝的侵略戰爭。越南對抗蒙元的戰爭共有三次，分別發生在1257年至1258年，1284年至1285年，以及1287年至1288年。在每次戰爭前后，雙方均進行過外交活動。
越南視抗蒙戰爭為其历史上对外抗战最为光辉的一页。越南陈朝共有三代皇帝经历了此次战争，分别是陈太宗、陈圣宗和陈仁宗。

## 背景
1224年，李朝權臣陳守度廢掉皇帝惠宗，改立李惠宗的女兒李昭皇為皇帝。1226年，陳守度慫恿從姪陳煚（即陳太宗）與昭皇結婚，並強迫昭皇讓位給陳煚，李朝至此滅亡，陳朝成立。而陳守度自稱為太師，並完全掌握了國家的實權。陈氏正式握权统治之后，大力加强内政，并结束了李朝以來各地「盜賊群聚」之局。到1229年，較具實力的割據者阮嫩病逝后，各种反抗势力基本上被平定。而在同时期的中国，北宋先前由于女真人的进攻而被迫南移，而后女真人建立金朝，赵构于1127年建立南宋。因赵宋与西夏不接壤，所以两国从此没有发生战争。到13世纪，金国北方的蒙古各部被成吉思汗所统一，实力逐渐强大。蒙古人进而南侵，并灭亡西夏（1227年）和金国（1234年）。當時蒙古帝國已經攻滅了很多国家并使自己的领土跨越亚洲和欧洲大陆，準備继续向南进攻南宋。
1254年，蒙古攻滅大理国（今云南），并计划攻滅位于东南的大越（越南陈朝），从而对南宋形成包围之势。

## 蒙古軍的第一次入侵（1257年—1258年）

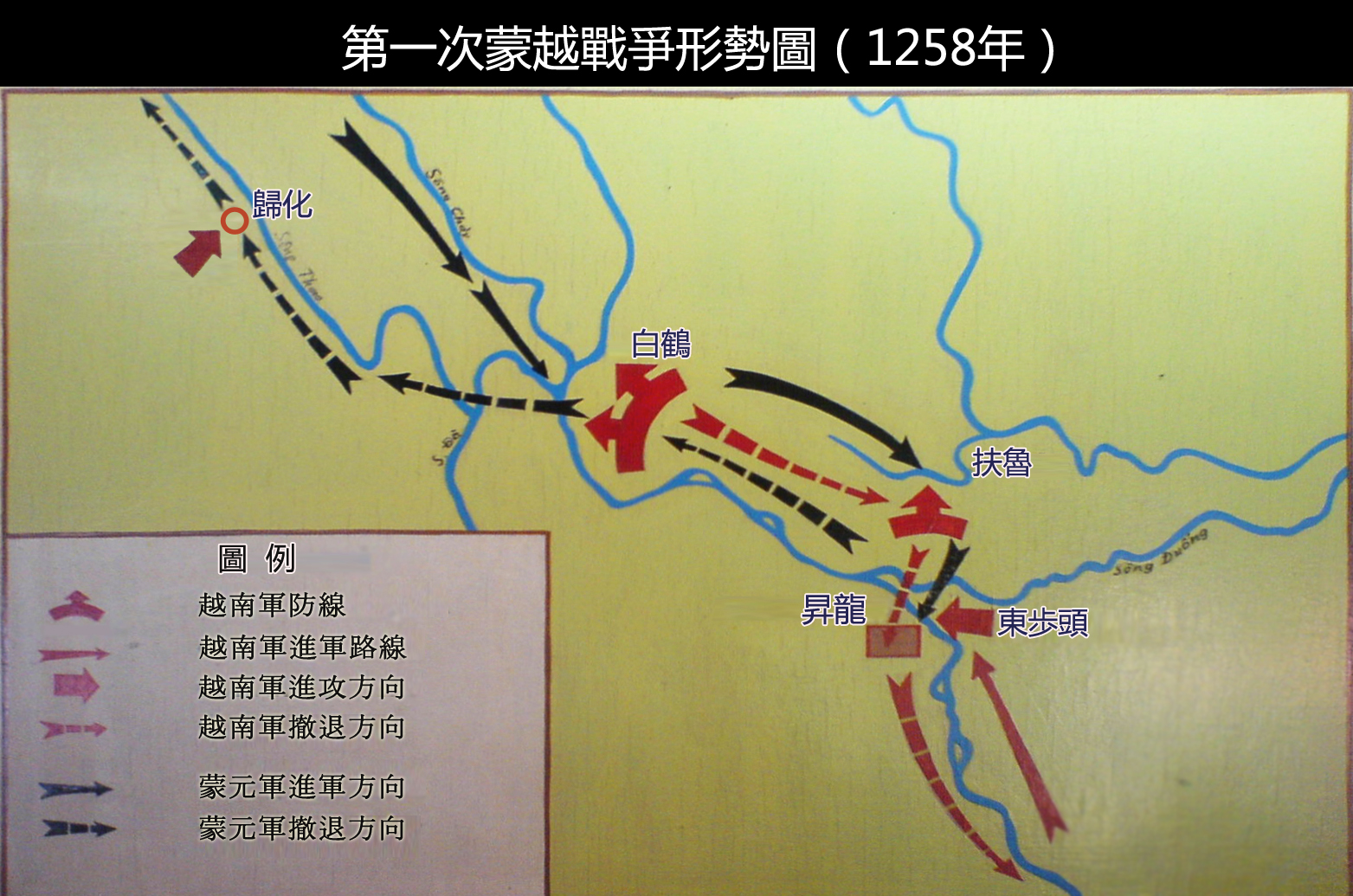
第一次蒙越之戰形勢圖。

1257年（丁巳年）8月，歸化（Quy Hóa）寨主何屈（Hà Khuất）传报稱蒙古派使者前來。9月，陈太宗下战令，命令左右将帅水陆并进日夜兼程前往边界集结，并由兴道王陈国峻统领。11月，陳太宗扣留兀良哈台的使者，並將戰令传达到全国，軍民备战。
n:12月12日（阴历），蒙古军将领兀良哈台从云南率领三万大军侵占大越国的平厉原（Bình Lệ Nguyên）地区。陳太宗親行督戰。而陳軍起初較為弱勢，太宗回視亲信，只有黎秦勇敢前行，单骑出入敌阵，神情自若。安南军队摆出了步象骑兵的混合阵势，仍被兀良哈台击溃。当时有人谏言陈太宗驻驿视战，黎秦建议先退避为好。陈太宗退避瀘江，但後來仍不敵強大的蒙古軍，退守天幕江（在今越南興安省），國都昇龍（今河內市）失陷。元軍發現被扣留的蒙古使者遭受酷刑，因而大怒屠城，宮城殘破。
在這危急關頭，太宗乘船向太尉欽天王陳日晈商討對策，陳日晈卻態度沮喪，在船邊用手指點水，然後在船舷寫「入宋」二字，表示不如前去投靠南宋。陳煚再問太師陳守度，陳守度的答案則是「臣首未至地，陛下無煩他慮」，表示仍願意抵抗，使陳煚重拾戰意。元军只得到一座空城，仅待了九天，以暑热难耐兼之粮食已尽，被迫撤军。農曆12月24日，陳煚及太子陳晃乘坐樓船，在東步頭擊敗蒙古軍隊。蒙古軍撤退路上又遭到安南地方豪族武装的袭击而损失惨重。撤退到歸化寨時，又遭寨主何俸（Hà Bổng）召集蠻人襲擊，最終撤出大越。
當其時蒙古軍新取云南，進攻越南並沒有撤底攻佔之意，於是蒙古兵倉猝撤退之際，并未劫掠民物，被當地人稱為“佛賊”。 敵軍退去后，陳太宗嘉獎了何俸等有功之臣；賜黎秦名“辅陈”，授他為御史大夫，還將昭聖公主（前陳太宗皇后）嫁給他。戰事結束後，越南陳朝一方面遣使向南宋報告情況，另一方面決定向蒙古同時入貢，並於1258年派遣黎輔陳與周博覽到蒙古帝國，與蒙古帝國政府訂下協議，規定越南每三年向蒙古（元朝）進貢一次，並定為常例。

## 蒙古軍的第二次入侵（1284年—1285年）

第二次入侵安南（1285年）

從至正二年（1265年）開始，元朝不斷地要求越南陳朝的國君親自前往大都朝謹，派遣王子作為人質，並接受元朝派遣達魯花赤統治其地，但都被陳太宗所拒絕。至元十六年（1279年），元朝攻滅宋朝统一中国大陸之后後，元世祖便决心征服安南。至元十八年（1282年），元世祖把越南使者陳遺愛封為安南國王，派兵千人護送其回國即位，結果被越南陳朝出兵消滅。

### 平灘之會、延洪之會
至元十九年（1282年）陰曆八月，元朝右丞相唆都領兵五十萬，以征讨占城為藉口，預備侵越。十月，邊境的大臣梁蔚聽聞元軍入侵情報，馬上馳奏陳朝朝廷，陳仁宗於是移駕平灘（今越南至靈市），在陳舍灣會見王侯百官，共同討論對蒙元的攻守戰略，以及分兵把守的策略等。期間，封仁惠王陳慶餘为副都将军，太尉陈光启为上相太师。當時，陳仁宗認為懷文侯陳國瓚年少，不許預議。陳國瓚憤然捏碎了手中的橘子，但陳國瓚後來積極以赴，帶領家奴和親屬約千人修繕武器和戰船，并題“破强敌报皇恩”六字于旗上。在之后的与蒙古军对战中，陳國瓚身先士卒，表現英勇。
癸未年（西历1283年）阴历七月，陈仁宗派遣中品黄於令、内书家阮章到元朝。在湖广见到元朝太子阿臺、平章阿剌正在會合各處兵五十萬，計劃第二年進攻大越。陳仁宗隨即作出部署，於該年十月，親率王侯演練水、步兵，進封興道王陳國峻為國公，統領全國軍隊，讓他從全國的軍校中選拔人才，加入合適兵隊。
甲申年（1284年）陰曆八月，興道王調集各路王侯的軍隊，在東歩頭閱兵，并決定分兵把守東步頭等戰略要地。十一月，上皇陳晃派遣陳甫（Trần Phủ）到元朝荊湖行省，請求對方緩兵。十二月（陰曆），陳甫從元回越，報稱元帝派脫歡、平章阿里海牙等人領兵，假稱伐占，實則分道侵越。上皇陳晃召集全國父老會于延洪殿，并詢問大家的意見，國人父老都贊同與蒙元一戰。

### 脫歡、唆都的進兵

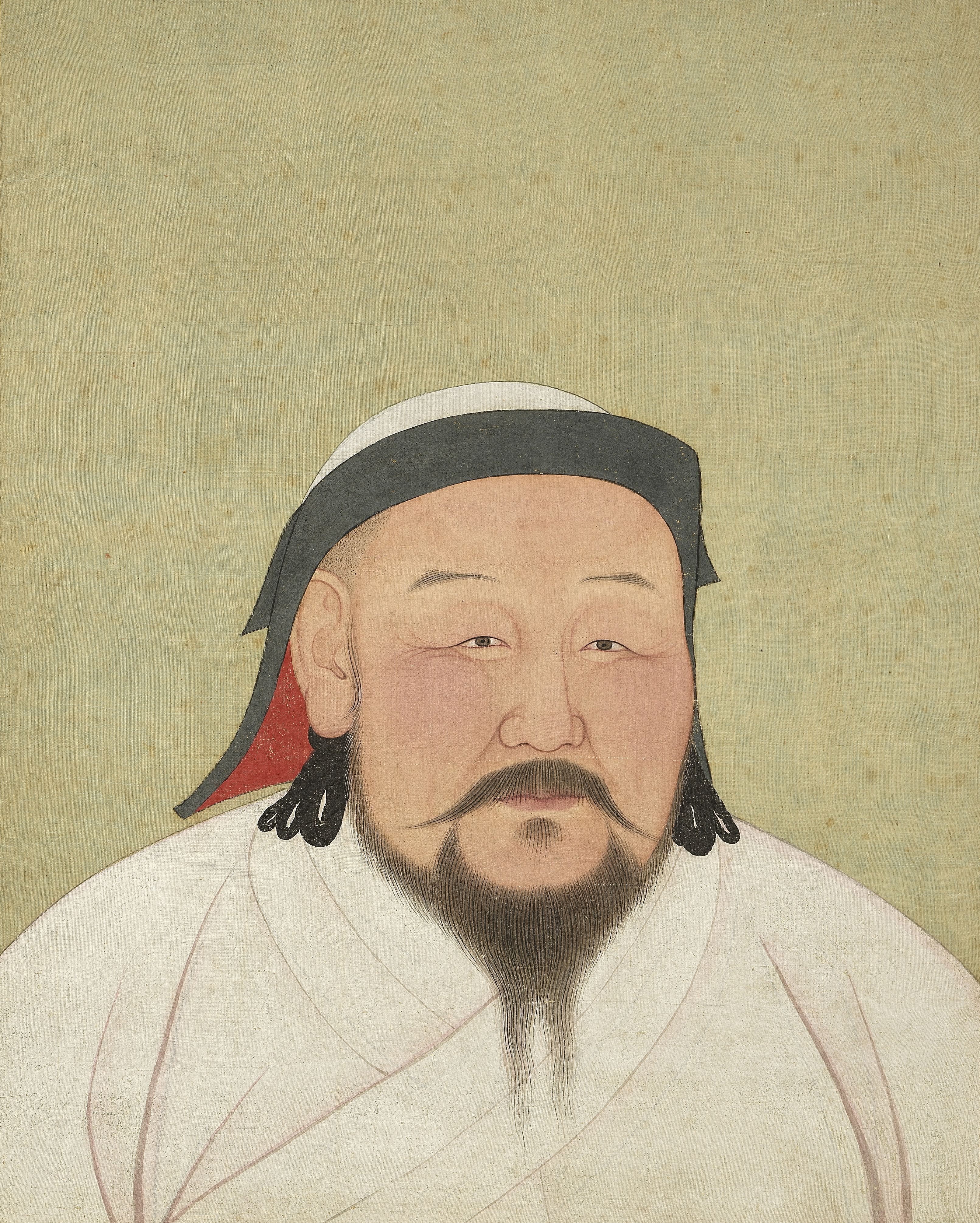
忽必烈，蒙古帝國的第五代大汗，元朝的建立者。

元军兵分六路进攻安南。主帅镇南王脱欢（忽必烈第九子）。元军人数据《大越史记全书》载为五十万人。
1284年农历十二月二十六日，蒙古軍隊侵犯到永州、內旁（Nội Bàng）、鐵略（Thiết Lược）、支棱等關卡，越南陳軍退至萬劫津（Vạn Kiếp）。陳興道奉命調遣海東、雲茶、巴點等地軍民，選擇勇者為前鋒，過海來到南部。興武王陳巘、明憲王陳蔚、興讓王陳國顙、興智王陳峴率旁河、那岑、茶鄉、安生、龍眼等地的20萬軍隊來到萬劫，由陳興道調遣，以對抗蒙元。陳興道屯兵于北江地區。
1285年陰曆正月六日，元朝將領烏馬兒帶兵進攻萬劫、普賴山等地，与安南军队正面决战。越軍敗退。十二日，元朝軍隊攻打嘉林、武寧、東岸，抓獲一批大越士兵，因見臂膀上皆墨刺“殺韃”二字，於是大肆殺戮越兵，并追兵到東步頭。二十八日，陳興道安排上相太師陳光啟駐守乂安，以禦蒙元將領唆都的進攻。
除了大越國朝廷作出抵抗外，地方民眾亦為保家園而對抗元軍。據碑銘資料的記述，當唆都部隊取道安緣鄉古溪（在今清化省廣昌縣）時，土豪黎公孟率領鄉人抵禦，雙方於古筆渡（亦在廣昌縣）交戰，元軍一時無法取勝。後來元軍利用該地降人為嚮道，焚毁鄉中廬舍而去。時在1284年年底至1285年年初。
此時，部份越方貴族產生消極情緒。二月一日，靖國大王陳國康的兒子上位彰憲侯陳鍵（Trần Kiện）帶僚屬黎崱等投降元朝，唆都將他們送往元朝國都燕京。但行至麻六寨時，元軍遭到諒江（在今越南北江省）土豪阮世祿、阮領等的襲擊，陳鍵被陳興道家奴阮地爐射殺。其後，黎崱帶著陳鍵的屍體連夜騎馬奔馳，將其葬在數十里外的丘溫（Khâu Ôn）。
上皇陳晃為爭取御敵的時間，便將安姿公主（圣宗最小的妹妹）送予元皇子脫歡。但戰事仍持續不斷。保義王陳平仲與元軍對戰于拖模洲（？）（今慢櫥洲［？，］）。陳平仲被擒后，敵人問他：“為北王乎？”（想去北方做王嗎？），陳平仲答：“寧為南鬼、不為北王。”后被殺。
此時元軍的攻勢咄咄逼人，陳聖宗和陳仁宗駕小舟退避到三峙源（Tam Trĩ Nguyên）。
陰曆三月一日，陳聖宗和陳仁宗徒步來到水注（Thuỷ Chú），并乘船從南趙江（即水棠縣），過大旁（Đại Bàng）海到達清化。上位文昭侯陳弄（Trần Lộng）向脫歡投降，既而，昭國王陳益稷、以及范巨地、黎演、鄭隆等人也向元朝投降。唆都率军50万至占城，在乌里州（今广治省）与其他蒙元军会师，并占据了驩州、爱州（清化—乂安），进驻于西结（约在今興安省文江县東平社东结村）。

### 越南軍的反攻
陰曆四月，陳仁宗命令昭成王、懷文侯陳國瓚、阮蒯（Nguyễn Khoái）帶兵攻打西結，越南軍由陳日燏指揮，在鹹子關（现在的興安省文江县鹹子社）與唆都的元軍相遇。陳日燏的部隊裡有宋朝的遺民，穿著宋朝服飾，帶著弓矢等武器來作戰。上皇擔心各路部隊也許不懂分辨（元軍與宋人部隊），命人教諭大家：「這是陳日燏部隊的韃人，大家要認清楚！」（大概是當時宋人與韃人［蒙古人］的語音衣著，在越南人看來比較相似。）元軍看見，都驚呼有宋人來助戰，便隨即潰敗。
陰曆三月五日，陳聖宗和陳仁宗在長安府（Trường Yên）擊敗元軍。
陰曆五月七日，唆都由清化進軍。十日，陳光啟、陳國瓚、陳聰、阮可臘、阮傳率各路民兵在昇龍、章陽（Chương Dương）等處擊潰蒙軍，蒙軍退至瀘江。十七日，唆都與烏馬兒率軍自海路再次侵犯天幕江，游兵至扶寧縣，該縣輔導子何特（Hà Đặc）與其弟何彰（Hà Chương）又將之擊敗。
五月二十日（陰曆），元軍總管張顯向越軍投降，而越軍又在西結擊敗元軍，斬敵將唆都。夜半，烏馬兒退過清化江口時，越軍追擊，俘獲元軍約五萬人。烏馬兒乘舟逃脫。至此，元軍隊連番失利，加以時值炎夏，軍中爆發瘟疫，士氣低落，打算北回。而越軍乃乘此取得節節勝利。而陳興道則於萬劫（位於今海陽省）擊敗脫歡、李恒部隊，李恒被越軍毒箭射殺，脫歡因得裨將李瓘率余部五萬人保護而逃離。撤軍時，被越南將領越軍興武王追擊，李瓘中毒箭戰死。元軍最後撤回中國。
陰曆六月六日陳聖宗和陳仁宗回到京都昇龍，上相陳光啟作詩曰：
奪矟章陽渡，

擒胡鹹子關。

太平須致力，

萬古舊江山。

## 蒙古軍的第三次入侵（1287年—1288年）

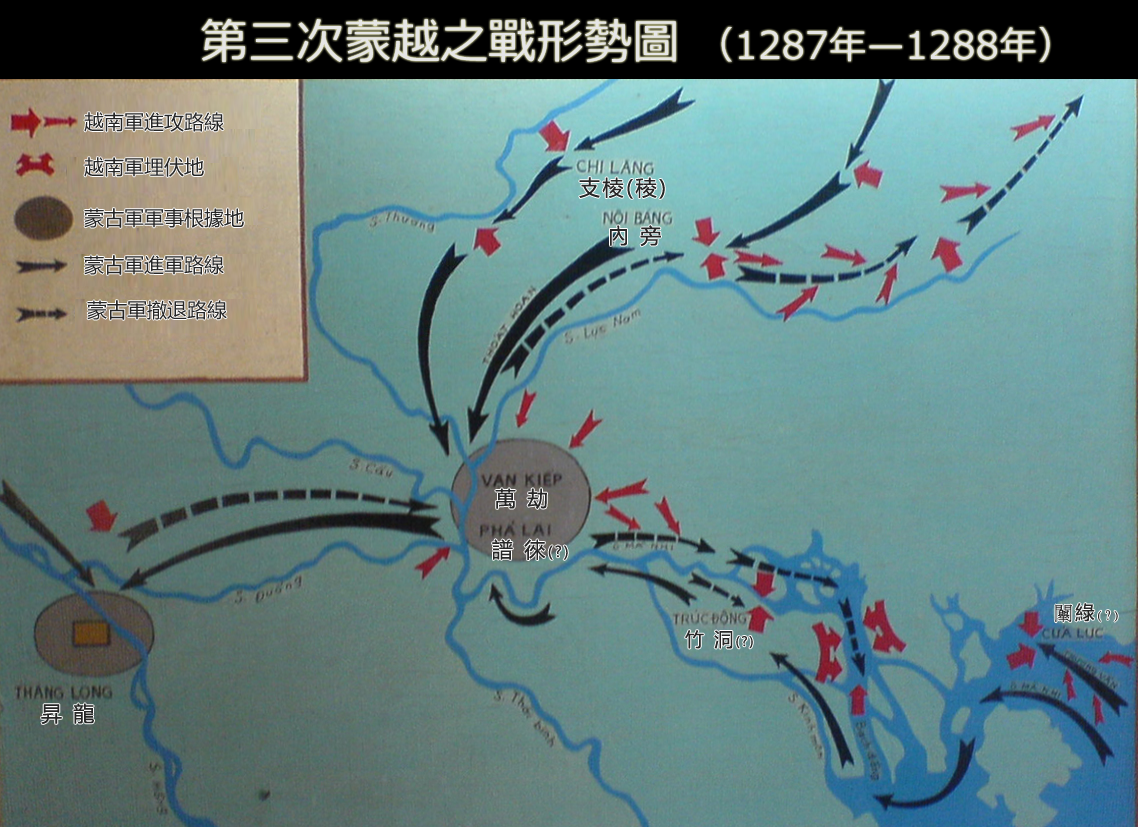
第三次蒙越之戰形勢圖。

### 蒙古再三興兵及雲屯之役
1286年阴历二、三月間，元世祖敕令尚书省奥鲁赤、平章事乌马儿、大将张文虎调兵五十万，下令湖广制造战船三百艘，打算八月会师于钦州、廉州，并命令江浙、湖广、江西三行省的军队南侵越南，打算送陈益稷回越南，并立他为安南国王。
阴历六月，越南陈朝命令王侯宗室开始徵兵。陈仁宗问陈国峻：“今年贼势何如？”陈国峻回答：“我国太平日久，民不知兵，是以前年元人入寇或有降避。赖祖宗威灵、陛下神武，克清胡尘。彼若又来，我士习于攻战，彼军惮于远行。且惩恒、瓘之败，无有斗心。以臣观之，破彼必矣。”
1287年阴历二月，元朝发江淮、江西、湖广三行省的蒙古、汉南军，以及云南兵、海外四州黎兵，分道入侵越南。镇南王脱欢为统帅；设置征交趾行尚书省，奥鲁赤为平章事，乌马儿、樊楫总领政事；张文虎负责粮草的接应，跟随大军从海路运粮七十万石。陆军由脱欢率领，从东道女儿关进入越南；水军由乌马儿率领，经玉山、双门、安邦口入侵。
阴历二月二十四日，命令禁军守卫泠涇（Lãnh Kinh）关，兴德侯瓘将兵逆战，用毒箭射击蒙古军，蒙古军死伤甚重，退到武高（Vũ Cao）关。二十八日，判首上位仁德侯璇在多某湾与蒙古军对战，蒙古军再次失败，越南军俘获敌军40人及舟船武器等。阴历十二月十六日，陈仁宗诏命明字阮识统帅圣翊勇义军支援陈国峻，守卫大滩（Đại Than）口。二十六日，越南军击败蒙古军。
十二月三十日，元太子阿台与乌马儿会兵三十万占据万劫为根据地，既而顺流东下。元水军侵犯雲屯（Vân Đồn），陳興道委任仁惠王陳慶餘出戰，慶餘失利。上皇陳晃得知後，派遣中使鎖起慶餘回京。慶餘對中使說：“以軍憲論，甘受罪譴。願假二三日，以圖後效，歸伏斧櫍未晚。”陳慶餘料到敵軍部隊過后，往往跟隨運船，于是帶領殘余部隊待敵軍到來。元將張文虎所率的運粮船果然隨后而來，慶餘率軍攻擊，獲勝，并俘獲大量俘虜、軍糧和武器。为避免更多粮草被劫，张文虎下令凿沉一些粮船，撤回琼州。上皇得知後，釋陳慶餘前罪。陳王讓俘虜回元軍營地報信并告知運船被截獲的消息，之後，元軍撤退。

### 白藤之役
1288年正月，蒙古軍烏馬兒率軍進犯龍興府（Long Hưng）。八日，越南軍與其會戰于大旁海（Đại Bàng）外，越軍繳獲蒙古軍哨船300艘，首級10顆，蒙古軍士兵多數被淹死。
陰曆二月十九日，烏馬兒進犯安興寨（Yên Hưng）。三月八日，元軍會師白藤江，等待張文虎的運糧船。然而，陳國峻已率軍擊敗張文虎。先前，陳國峻讓部下在白藤江植下木樁，并在上面覆蓋叢草。當天漲潮時，越軍主動出擊并假裝失敗而撤退，元軍追擊，水落時，元軍的戰船不能行進，阮蒯率領圣翊勇义军擊敗元軍，俘獲敵將平章奧魯赤。陳聖宗和陳仁宗也率軍而來，大敗元軍，元軍士兵多溺死。張文虎率元軍到來的時候，被兩岸的越南軍伏兵擊敗，而且潮退急速，張文虎的運糧船碰到越軍事先埋的木樁而破沉，士兵也多數溺水而亡，越軍繳獲哨船四百余艘。內明字杜衡（Đỗ Hành）俘獲敵將烏馬兒、昔戾基玉（Tích Lê Cơ Ngọc）。脫歡和阿台领众遁归，思明土官黄詣擒之以献，陳聖宗和陳仁宗回龙兴府。十七日，俘元將昔戾基玉、元帥烏馬兒、參政岑段、樊楫、田元帥、萬戶、千戶獻捷于昭陵（Chiêu Lăng）。
陳帝進謁時作詩：
社稷兩回勞石馬、

山河千古奠金甌。

## 戰爭的結束
據史料記載，第一次侵越的蒙古軍有大約三萬，第二次侵越的蒙古軍有大約五十萬（據《元史》記載，約有三十萬直接參戰），第三次侵越的蒙古軍有大約三十萬。最近的研究者發現，蒙古軍第二次和第三次侵越失敗後，撤退歸國的軍隊有大約十萬人。
1288年蒙古軍第三次侵越失敗後，元世祖忽必烈仍不希望就此終止對越戰爭。第二年，元帝仍打算向越南派兵，但因时间仓卒而未能继续。越南陳朝取得勝利後，隨即派出使者到元朝，請求按前例向元朝朝貢。忽必烈亦無心戀戰，應允和議，雙方便恢復過往的宗藩關係。雖然忽必烈在去世前有意以越南國王不肯來朝為口實，再度興兵侵越，但剛好因他的去世而計劃終止。

## 戰果分析

### 越南方面的分析
該分析大多參考越文版維基百科“蒙越戰爭”的“勝利原因（Nguyên nhân thắng lợi）”章節翻譯作成。
越方獲勝的基本原因之一是陳朝領導者團結對外的政策。雖然陳朝的皇族出現了一些叛國者，但這些并沒有使越南戰敗。越南的大量民眾的支持也是獲勝的重要原因。
另一個原因包括越南陳朝將領們的出色表現，尤其是皇族中涌現出的一些杰出將領。这些皇子们热爱祖国，而且个个文武兼修。越南以往历朝历代的统治阶级很少能像陈朝那样有这么多的杰出人才并且能建立那么多显赫战功。尤其是陈朝的第二代统治阶层，涌现了像陈仁宗、陈国峻、陈光启、陈日燏等在越南历史上赫赫有名的領導者，以及陈守度、陳慶餘、陳國瓚等杰出将领。
研究学者们认为，越南陈朝的胜利还得利于陈兴道等将领的英明战略。作战时，他们主动避开蒙元军主力转而攻打被赶到越南（當時國號為“大越”）作战的漢人軍隊。这些军队的士兵已经被蒙元军夺去自己的家园，并受蒙元军管制去協助其攻打越南，战斗力很差，一攻即破。蒙元軍在这个战线的失败，对整个战局影响巨大，尤其是在心里上给其他战线上的将士蒙上了很大一块阴影。
蒙元是当时世界上最强大的帝国。（元朝为蒙古五大汗国最晚建立的一个；蒙古前三个汗国是：长子术赤汗国（蒙古西征的领土），成吉思汗生前，分封西方的土地给长子朮赤。二子察合台汗国（中亚），三子窝阔台汗国（乃蛮和中亚地区）。
第四个建立的伊尔汗国早元朝二十多年建立。伊尔汗国为术赤汗国（金帐汗国）所灭。
元朝国名大元大蒙古国，为成吉思汗之孙忽必烈（成吉思汗第四子拖雷家族）建立。
那些打败过蒙古军的国家，要么像埃及那样有着較长的战线，要么就像日本、印尼那样得益于海洋，因為元军并不擅长水上作战。越南位于東亞大陸，与蒙元有着上千公里的边境线，即使这样，蒙元仍然没有取得胜利。一个地跨亚欧大陆的大帝国始终没有征服南方一个較小的国家。通过与其他国家的军事实力和地理位置的比较則更能显示出越南陈朝三次击退蒙元军的战功。和越南一样，印度、緬甸的蒲甘以及一些欧洲国家也曾在1241年的时候战胜过蒙古军。

### 中國方面的分析
中國學者郭振鐸、張笑梅，對蒙古帝國三戰三退的原因作出分析：
- 在第一次入侵中，蒙古軍在越南逗留時間並不長，由於他們的作戰目的，是為了從中國南方夾擊南宋，令南宋早日就範，故而沒必要久留越南。加上越南陳朝已主動向蒙古稱臣納貢及請罪內附，而蒙古軍隊又遇上酷熱天氣，未能以最佳狀態應戰，所以只好撤返。[53]
- 在第二次入侵中，越南陳朝朝野同心同德，一同抗敵，致使蒙古大軍遭受重創，這是蒙古撤走的一因。另外，就是蒙古軍再次遇上天氣炎熱，軍中蔓延病疫，因而北退。[53]。《元史》也稱「官軍困乏，死傷亦眾，蒙古軍馬亦不能施其技。」
- 至於第三次入侵，蒙古軍同樣因氣候炎熱，大批軍士染病，於是撤軍。而撤退途中，又遭遇越北各民族及陳興道率領的越軍所狙擊而重創，但越人的行動「並不是蒙古軍北撤的主要原因」。[53]
- 另外，蒙古撤軍亦存在著國內因素，就是征越南的戰爭加重民困，特別是廣東，便為此而群盜並起。這些民變，對元朝政府造成重大打擊，從而支援了越南去進行抵抗。[54]

### 西方方面的分析
西方學者對蒙越戰爭亦有所探討，如亚伯拉罕·多桑（C. d'Ohsson）所著的《蒙古史》，也提到天氣因素：第一次入侵時，蒙古軍由於「熱不能堪，班師」；第二次入侵時「盛夏霖潦，軍中疾作，死傷者眾」，退兵時又被「交兵追擊之」。第三次入侵時又「軍中將士多被疫不能進」。
D. G. E. 霍爾認為，蒙古大軍最終無法征服越南，與陳、占一同抗敵有關。元軍攻佔南宋都城臨安後，元世祖便遣使至占婆，招諭國王入貢。1280年代，又進軍越南。這對越、占兩國都構成重大威脅，因而不能不共同抗敵。霍爾甚至認為，越占基於此次抗蒙戰爭的友誼，更促成了後來在1306年，陳仁宗將女兒玄珍公主嫁與占城王制旻和親。

### 引用
1. ↑  吳士連等《大越史記全書·本紀全書·陳紀·太宗皇帝》，東京大學東洋文化研究所，321-324頁。
2. ↑  Hội Bảo tồn Di sản chữ Nôm─《欽定越史通鑑綱目》正編卷之六[永久]（Image 45-52）。
3. ↑  陳仲金《越南史略》第三卷第六章，82-84頁。
4. ↑  宋濂等《元史·外夷列傳·安南》，北京中華書局校注本，4633。
5. ↑  《元史》(卷二百九)：「七年丁巳十一月，兀良合台兵次交趾北，先遣使二人往諭之，不返，乃遣徹徹都等各將千人，分道進兵，抵安南京北洮江上，復遣其子阿朮往為之援，并覘其虛實。交人亦盛陳兵衛。」
6. ↑  《元史》(卷二百九)：「得前所遣使於獄中，以破竹束體入膚，比釋縛，一使死，因屠其城...日煚還，見國都皆已殘毀，大發憤，縛二使遣還。」
7. ↑  《欽定越史綱目》：敵勢甚盛，直逼東步頭頓駐。帝又退保天幕江。帝御小舟，就太尉日皎問計。日皎方靠船坐，不能起，惟於船舷水書「入宋」二字。帝問：「星罡軍何在？」對曰：「徵不至矣。」卽移舟問太師守度，對曰：「臣首未至地，陛下毋煩他慮。」
8. ↑  《欽定越史綱目》：帝與太子復進兵東步頭，大捷。蒙古兵退至歸化寨，寨主何俸招集蠻人襲擊，又大破之。辰蒙古新取雲南，遊兵略至，無攻取意，當辰謂之佛賊。賊退，賜俸侯爵。
9. ↑  《欽定越史綱目》：「辰蒙古新取雲南，遊兵略至，無攻取意，當辰謂之佛賊。」
10. ↑  《欽定越史綱目》：「帝旣收復京城，將禪位於太子，遣使吿于宋。」
11. ↑  黎崱《安南志略·征討運餉》及《陳氏世家》，北京中華書局點校本，85頁及309-310。
12. ↑  宋濂等《元史·外夷列傳·安南》，北京中華書局校注本，4633-4634。
13. ↑  吳士連等《大越史記全書·本紀全書·陳紀·太宗皇帝》，東京大學東洋文化研究所，338-340頁。
14. ↑  Hội Bảo tồn Di sản chữ Nôm─《欽定越史通鑑綱目》正編卷之六[永久]（Image 84-89）。
15. ↑  陳仲金《越南史略》第三卷第六章，北京商務印書館中譯本，88-89頁。
16. ↑  《新元史》(卷二百五十一)：「四年，復下詔諭以六事曰：凡親附之國君長親朝，子前入質，編民數，出軍役，輸納賦稅，仍置達魯花赤統治之...」
17. ↑  《新元史》(卷二百五十一)：十二年，帝復降詔曰：「衣宗定制，凡內附之國君長親朝，子弟納質，籍戶口、輸歲賦，調民助兵，仍置達魯花赤統治之。此六事，往年已諭卿矣。歸附踰十五年，未嘗躬自來覲，數事意未舉行。雖云三年一貢，所貢之物，皆無補於用。謂卿久當自悟，略而不問，何為迄今猶未知省？」
18. ↑  《新元史》(卷二百五十一)：「於是加柴椿行安南宣慰使者元帥，李振副之，以新副軍千人送遣愛之國，日烜戕殺之。」
19. ↑  《欽定越史綱目》(卷之七)：初，元人數遣使來，諭以八覲，帝皆不從。元復遣尚書梁曾來諭曰：「若果不親至，當具金珠爲代，賢士、工匠、方技各二以副之。」帝乃遣從叔遺愛，及黎荀、黎目等代往。元又立宣撫司，以卜顏帖木兒爲使，別設僚佐，帝亦不納。元人怒，乃立遺愛爲王，授目爲翰林學士，荀爲中書令，使柴椿以兵千人護送還國。帝令邀殺之。遺愛等逃還。詔治其罪，徒爲兵。
20. ↑  《欽定越史綱目》(卷之七)：「元人命唆都、唐兀䚟等領兵伐占城。又議以太子脫驩爲鎭南王，與左丞李恒以兵五十萬，聲言假道，往會征占，且徵其糧以給軍實，則來侵諒江。守臣梁蔚聞之，以事馳奏。帝乃命駕幸平灘，會王侯百官議攻守之策。」
21. ↑  黎崱《安南志略·征討運餉》及《陳氏世家》，北京中華書局點校本，87頁及312頁。
22. ↑  吳士連等《大越史記全書·本紀全書·陳紀·仁宗皇帝》，東京大學東洋文化研究所，355-357頁。
23. ↑  Hội Bảo tồn Di sản chữ Nôm─《欽定越史通鑑綱目》正編卷之七[永久]（Image 26-30）。
24. ↑  陳仲金《越南史略》第三卷第七章，北京商務印書館中譯本，94-95頁。
25. ↑  刻於陳朝開泰年間的《興福寺碑》記載：「紹寶間，胡虜南下，虜右相唆都整軍海道，間于古溪道，由其鄉。公（指黎公孟）率鄉人禦于古筆渡，與虜交戰，虜幾不返。顧乃鄉猾降于虜，因為鄉道，合其廬舍為所焚蕩，事遂不果。」（收錄於黃文樓、耿慧玲主編《越南漢喃銘文匯編·第二集陳朝》，新文豐出版公司，169─176頁。）
26. ↑   Trần Bình Trọng là dòng dõi Lê Đại Hành, chồng sau của công chúa Thuỵ Bảo, ông cha làm quan đời Thái Tông, được ban quốc tính
27. ↑  黎崱《安南志略·征討運餉》及《陳氏世家》，北京中華書局點校本，87-88頁及312頁。
28. ↑  吳士連等《大越史記全書·本紀全書·陳紀·仁宗皇帝》，東京大學東洋文化研究所，357-359頁。
29. ↑  Hội Bảo tồn Di sản chữ Nôm─《欽定越史通鑑綱目》正編卷之七[永久]（Image 30-37）。
30. ↑  陳仲金《越南史略》第三卷第七章，北京商務印書館中譯本，95-100頁。
31. ↑  南宋亡時，不少遺民投靠大越，例如有一位家將趙忠，便收編到陳日燏部隊當中，為大越國對抗蒙古軍隊。此外，據陳朝大慶年間（1314─1324年）刻造的《白鶴通聖觀鐘》銘文所載，陳日燏本人「性重宋人」，在其軍中還有一位來自「大宋國福建路福州」的道士許宗道（見黃文樓、耿慧玲主編《越南漢喃銘文匯編·第二集陳朝》，新文豐出版公司，151頁）。
32. ↑  黎崱《安南志略·征討運餉》及《陳氏世家》，北京中華書局點校本，88-89頁及312頁。
33. ↑  吳士連等《大越史記全書·本紀全書·陳紀·仁宗皇帝》，東京大學東洋文化研究所，359-360頁。
34. ↑  Hội Bảo tồn Di sản chữ Nôm─《欽定越史通鑑綱目》正編卷之七[永久]（Image 38-42）。
35. ↑  陳仲金《越南史略》第三卷第七章，北京商務印書館中譯本，101-102頁。
36. ↑  吳士連等《大越史記全書·本紀全書·陳紀·仁宗皇帝》，東京大學東洋文化研究所，361頁。
37. ↑  宋濂等《元史·外夷列傳·安南》，北京中華書局校注本，4633。
38. ↑  黎崱《安南志略·內附王侯》，北京中華書局點校本，317頁。
39. ↑  “恒、瓘”是指李恒、李瓘
40. ↑  1石約等于100公升，請參考
41. ↑  黎崱《安南志略·征討運餉》及《陳氏世家》，北京中華書局點校本，90-91頁及312頁。
42. ↑  吳士連等《大越史記全書·本紀全書·陳紀·仁宗皇帝》，東京大學東洋文化研究所，361-363頁。
43. ↑  Hội Bảo tồn Di sản chữ Nôm─《欽定越史通鑑綱目》正編卷之七、卷之八[永久]（Image 43-44、45-50）。
44. ↑  陳仲金《越南史略》第三卷第八章，北京商務印書館中譯本，107-108頁。
45. ↑  黎崱《安南志略·征討運餉》，北京中華書局點校本，91-93頁。
46. 1 2  吳士連等《大越史記全書·本紀全書·陳紀·仁宗皇帝》，東京大學東洋文化研究所，364頁。
47. ↑  Hội Bảo tồn Di sản chữ Nôm─《欽定越史通鑑綱目》正編卷之七[永久]（Image 50-53
）。
48. ↑  陳仲金《越南史略》第三卷第八章，北京商務印書館中譯本，109-111頁。
49. ↑  《說陳》（Thuyết Trần），作者：Trần Xuân Sinh，海防出版社（Nhà Xuất Bản Hải Phòng），2004年
50. ↑  宋濂等《元史·外夷列傳·安南》，北京中華書局校注本，4649-4650。
51. ↑  陳仲金《越南史略》第三卷第八章，北京商務印書館中譯本，111-113頁。
52. ↑   《說陳》（Thuyết Trần），作者：Trần Xuân Sinh，海防出版社（Nhà Xuất Bản Hải Phòng），2004年
53. 1 2 3  郭振鐸、張笑梅《越南通史》第一編《總論》第一章第一節，18頁。
54. ↑  郭振鐸、張笑梅《越南通史》第四編第十章第二節，348-349頁。
55. ↑  多桑《蒙古史》第二卷第七章，北京中華書局中譯本，304-305頁。
56. ↑  多桑《蒙古史》第三卷第三章，北京中華書局中譯本，356頁。
57. ↑  多桑《蒙古史》第三卷第三章，北京中華書局中譯本，357頁。
58. ↑  D. G. E. Hall（英语：D. G. E. Hall）. . . The Macmillan Press LTD. 1968: 200–201 （英语）.

## 外部連結
- （越南文）（文言文）.   [2008-11-15]. （原始内容存档于2016-03-05）.
- （越南文）（文言文）.   [2008-11-15]. （原始内容存档于2016-03-04）.
- （越南文）（文言文）.   [2008-11-15]. （原始内容存档于2016-03-05）.
- （越南文）（文言文）.[永久]
- （越南文）（文言文）.[永久]
- （越南文） (PDF). （原始内容 (PDF)存档于2012-07-04）.
- （文言文）. （原始内容存档于2008-12-12）.